# Remijia vellozoi
Remijia vellozoi är en måreväxtart som beskrevs av Dc.. Remijia vellozoi ingår i släktet Remijia och familjen måreväxter. Inga underarter finns listade i Catalogue of Life.